# パニペネム・ベタミプロン
パニペネム・ベタミプロン合剤（パニペネムベタミプロンごうざい）とは、カルバペネム系抗菌薬の1種であるパニペネムと、パニペネムが腎臓へと移行しないようにするベタミプロンとを配合した薬剤である。本剤は、細菌感染症の治療のために用いられる場合がある。

## 薬理

パニペネムの構造。βラクタム環を持った抗菌薬。

ベタミプロンの構造。安息香酸のカルボキシ基と、3-アミノプロパン酸のアミノ基とがアミドを形成した化合物である。

パニペネムはβラクタム系抗菌薬の1種であり、他のβラクタム系抗菌薬と同様に、細菌の細胞壁の生合成を阻害することによって、耐性を持たない細菌を破裂させるという殺菌的な作用による抗菌活性を持つ

。
ベタミプロンは、有機アニオントランスポーター3（OAT3）の阻害薬である

。
この2剤を合剤とした薬剤が、細菌感染症の治療に、殺菌作用を期待して用いられる場合がある

。

## 薬物動態
健康なヒトの成体において、パニペネム・ベタミプロン合剤を静脈注射した際の動態は、常用量までであれば投与量に関係なく線形であり、パニペネムの半減期は約70 分、ベタミプロンの半減期は約40 分である

。
ただし、ヒトの幼体での半減期は、成体のそれよりもやや短く、パニペネムが約60 分、ベタミプロンが約30 分である

。
なお、パニペネムは腎排泄型であるため、特にクレアチニンクリアランスが30 (ml/分)を切るような酷い腎障害を持っていると、排泄が遅くなるために消失半減期が長くなることが知られている

。

## 臨床検査への影響
既述のようにパニペネムが腎排泄型の薬物で、尿中へと排泄されてくる関係上、尿検査の正確性に影響を与える場合がある。パニペネム・ベタミプロン合剤を投与すると、例えば、尿糖検査では偽陽性となる場合がある

。
また、パニペネムの分解産物が尿中に排泄されると、尿の色調が茶色を呈することもある

。

## 併用禁忌
パニペネム・ベタミプロン合剤を投与すると、抗てんかん作用を狙って継続投与していたバルプロ酸の肝臓での代謝速度を上げるために、バルプロ酸の血中濃度が低下し、結果として、てんかん発作が起こる危険がある。このため、バルプロ酸を用いている、てんかん患者に対して、パニペネム・ベタミプロン合剤は併用禁忌とされている

。